# Arlene Duncan
Arlene Duncan, född i Oakville, Ontario, är en kanadensisk skådespelare.
Duncan har bland annat medverkat i Little Mosque on the Prairie (2007-2012) och The Spiderwick Chronicles från 2023. Hon har även medverkat i filmen Silent Hill: Revelation  från 2012.

## Filmografi (i urval)
- 2007–2012 – Little Mosque on the Prairie (TV-serie)
- 2012 – Silent Hill Revelation 3D
- 2023 – The Spiderwick Chronicles (TV-serie)